# Белгейвен (Північна Кароліна)
Белгейвен (англ. Belhaven) — місто (англ. town) в США, в окрузі Бофорт штату Північна Кароліна. Населення — 1410 осіб (2020).

## Географія
Белгейвен розташований за координатами 35°32′35″ пн. ш. 76°37′23″ зх. д. / 35.54306° пн. ш. 76.62306° зх. д. (35.542961, -76.623111).  За даними Бюро перепису населення США в 2010 році місто мало площу 5,41 км², з яких 4,12 км² — суходіл та 1,29 км² — водойми.

### Клімат
Місто знаходиться у зоні, котра характеризується вологим субтропічним кліматом. Найтепліший місяць — липень із середньою температурою 26.4 °C (79.6 °F). Найхолодніший місяць — січень, із середньою температурою 6.4 °С (43.6 °F).
| Клімат Белгейвена       | Клімат Белгейвена | Клімат Белгейвена | Клімат Белгейвена | Клімат Белгейвена | Клімат Белгейвена | Клімат Белгейвена | Клімат Белгейвена | Клімат Белгейвена | Клімат Белгейвена | Клімат Белгейвена | Клімат Белгейвена | Клімат Белгейвена | Клімат Белгейвена |
| Показник                | Січ.              | Лют.              | Бер.              | Квіт.             | Трав.             | Черв.             | Лип.              | Серп.             | Вер.              | Жовт.             | Лист.             | Груд.             | Рік               |
| Абсолютний максимум, °C | 27,8              | 30                | 36,7              | 34,4              | 40,6              | 38,9              | 40,6              | 41,1              | 42,2              | 35,6              | 29,4              | 27,8              | 42,2              |
| Середній максимум, °C   | 12,3              | 13,7              | 17,4              | 22,2              | 26,3              | 30,1              | 31,6              | 30,9              | 28,4              | 23,6              | 18,4              | 13,7              | 22,4              |
| Середня температура, °C | 6,4               | 7,4               | 11,1              | 15,8              | 20,4              | 24,7              | 26,4              | 25,8              | 23,1              | 17,4              | 12,2              | 7,8               | 16,6              |
| Середній мінімум, °C    | 0,6               | 1,2               | 4,7               | 9,4               | 14,5              | 19,2              | 21,3              | 20,7              | 17,7              | 11,1              | 5,8               | 1,9               | 10,7              |
| Абсолютний мінімум, °C  | −23,3             | −17,8             | −12,2             | −3,9              | 1,1               | 6,1               | 11,1              | 7,8               | 5                 | −3,3              | −7,2              | −16,7             | −23,3             |
| Норма опадів, мм        | 96                | 85                | 97                | 81                | 101               | 122               | 166               | 154               | 132               | 77                | 78                | 84                | 1274              |
| Днів з опадами          | 9                 | 8                 | 9                 | 7                 | 8                 | 8                 | 10                | 10                | 8                 | 6                 | 6                 | 8                 | 99                |
| Днів зі снігом          | 0,3               | 0,2               | 0                 | 0                 | 0                 | 0                 | 0                 | 0                 | 0                 | 0                 | 0                 | 0,2               | 0,7               |
| ----------------------- | ----------------- | ----------------- | ----------------- | ----------------- | ----------------- | ----------------- | ----------------- | ----------------- | ----------------- | ----------------- | ----------------- | ----------------- | ----------------- |
| Джерело: Weatherbase    |                   |                   |                   |                   |                   |                   |                   |                   |                   |                   |                   |                   |                   |

## Демографія
Згідно з переписом 2010 року, у місті мешкало 1688 осіб у 760 домогосподарствах у складі 437 родин. Густота населення становила 312 осіб/км².  Було 940 помешкань (174/км²).
Расовий склад населення:
| - 55,3 % — чорних або афроамериканців - 39,0 % — білих - 1,2 % — корінних американців - 0,5 % — азіатів - 2,3 % — осіб інших рас |

До двох чи більше рас належало 1,7 %. Частка іспаномовних становила 5,0 % від усіх жителів.
За віковим діапазоном населення розподілялося таким чином: 22,5 % — особи молодші 18 років, 57,8 % — особи у віці 18—64 років, 19,7 % — особи у віці 65 років та старші. Медіана віку мешканця становила 45,8 року. На 100 осіб жіночої статі у місті припадало 81,1 чоловіків;  на 100 жінок у віці від 18 років та старших — 76,4 чоловіків також старших 18 років.
Середній дохід на одне домашнє господарство  становив 32 920 доларів США (медіана — 19 583), а середній дохід на одну сім'ю — 42 191 долар (медіана — 27 241). За межею бідності перебувало 39,6 % осіб, у тому числі 64,8 % дітей у віці до 18 років та 21,6 % осіб у віці 65 років та старших.
Цивільне працевлаштоване населення становило 594 особи. Основні галузі зайнятості: роздрібна торгівля — 19,7 %, освіта, охорона здоров'я та соціальна допомога — 19,5 %, мистецтво, розваги та відпочинок — 13,0 %, будівництво — 10,8 %.